# Discobitch
Discobitch ist das gemeinsame Projekt der beiden französischen DJs und Musikproduzenten Kylian Mash und Laurent Konrad.

## Werdegang
Das im Bereich elektronischer Musik angesiedelte Projekt entstand über die Internetplattform MySpace. Mash setzte sich mit Konrad in Verbindung, nachdem er zuvor ein Mashup zwischen seinem Titel Bitch und dem Instrumentalstück Discotron von Konrad produziert hatte. Aus diesem Kontakt entstand das Projekt Discobitch.
Es wurde bei dem Plattenlabel Versus Records unter Vertrag genommen. Ende August 2008 erschien in Frankreich der Titel C’est beau la bourgeoisie, der im Herbst bis auf Platz 2 der Verkaufscharts stieg. In der Folge erreichte die Single auch in Wallonien und in der Schweiz die Hitparaden. Bei der Aufnahme wurden sie von der Sängerin Pauline Sampeur unterstützt.
Im Herbst 2008, als in Frankreich der Titel „C’est beau la bourgeoisie“, in welchem Champagner besungen wird, in den Charts erfolgreich war, benannte der Champagnerhersteller Champagne Tarlant einen Cuvée aus seinem Haus nach dem Projekt. Im Jahr 2013 nutzte Citroën den Titel in einem Werbespot für das Modell DS3.